# Rhene daitarensis
Espèce
Rhene daitarensis est une espèce d'araignées aranéomorphes de la famille des Salticidae.

## Distribution
Cette espèce est endémique d'Odisha en Inde,.

## Étymologie
Son nom d'espèce, composé de daitar[i] et du suffixe latin -ensis, « qui vit dans, qui habite », lui a été donné en référence au lieu de sa découverte, Daitari.

## Publication originale
- Prószyński, 1992 : Salticidae (Araneae) of India in the collection of the Hungarian National Natural History Museum in Budapest. Annales zoologici, Warszawa, vol. 44, p. 165-277.